# The Freed Man
| Recensione     | Giudizio |
| -------------- | -------- |
| Piero Scaruffi | [ 1 ]    |
| Pitchfork      | [ 2 ]    |

The Freed Man è il primo album in studio della band statunitense Sebadoh, pubblicato nel 1989.

## Storia
Nel 1986, insieme a Eric Gaffney, Lou Barlow registrò una audiocassetta con 32 brani con mezzi amatoriali (un registratore a 4 tracce regalo dei genitori) all'interno del dormitorio "Friedman" dello Smith College, un dormitorio femminile dove avevano occupato illecitamente una stanza lasciata vuota; ne vennero poi registrate nel 1988 25 copie che distribuirono nei negozi di dischi della zona; nel 1989 firmarono un contratto con la Homestead Records che pubblicò il loro primo disco. La cosa ebbe successo e l'anno successivo vennero pubblicati altri due album con la Homestead, Weed Forestin' e The Freed Weed, (quest'ultimo è una raccolta di brani dei primi due album, pubblicata per motivi contrattuali con la Homestead).
L'album venne ristampato nel 2007 dalla Domino Records con l'aggiunta di altri 21 brani fra outtake e canzoni inedite.

## Tracce
1. Bridge Was You
2. Soulmate
3. I Love Me
4. Nest
5. Careless Mind Hands
6. True Hardcore
7. Close Enough
8. Loosened Screw
9. Solid Brown
10. Made Real
11. Crumbs
12. Narrow Stories
13. Drifts On Through
14. Wall Of Doubt
15. Lou Rap
16. Growin' Up With You
17. Healthy Sick
18. Land Of The Lords
19. Ladybugs
20. Moldy Bread
21. Squirrel Freedom Overdrive
22. Burning Out
23. Bolder
24. Why Do You Cut Off Your Sleeves?
25. Wrists
26. Last Day Of School
27. Punch In The Nose
28. Deny
29. Level Anything
30. Jealous Evil
31. K-Sensa My I
32. Mothra

## Formazione
- Lou Barlow
- Eric Gaffney